# Acanthomintha
Acanthomintha es un género de fanerógamas perteneciente a la familia de las lamiáceas.

## Descripción
Son plantas de flores anuales, aromáticas con los tallos erguidos y las hojas pecioladas. Las cabezas de inflorescencias están agrupadas en racimos terminales.  En el género los nervios de las hojas son visibles y sus márgenes son siempre espinosos. Las corolas son de color blanco o con coloración rosa y lavanda, formando embudo. La garganta de la corola es color crema y su labio superior es encapuchado y el bajo es más largo y tri lobulado. Tienen cuatro estambres.

## Taxonomía
El género fue descrito por Asa Gray y publicado en Synoptical Flora of North America 2(1): 365. 1878. La especie tipo es: Acanthomintha ilicifolia (Gray) 
Etimología
Acanthomintha: nombre genérico que deriva de las palabras griegas: "acantho" =  "espino" y "mintha" = "menta".

## Especies aceptadas
A continuación se brinda un listado de las especies del género Acanthomintha aceptadas hasta septiembre de 2014, ordenadas alfabéticamente. Para cada una se indica el nombre binomial seguido del autor, abreviado según las convenciones y usos.	
- Acanthomintha duttonii (Abrams) Jokerst
- Acanthomintha ilicifolia (Gray)
- Acanthomintha lanceolata (Curran)
- Acanthomintha obovata (Jepson)